# パルフィ・ジョージ
パルフィ・ジョージ（ハンガリー語: Pálffy György、1953年-　）ハンガリー人の建築家、映像プランナー。日本でパルフィ・ジョージ/パルフィ総合建築計画を主宰。父はハンガリーでも著名な神経内科医で、医院建築の作品が多い。妻は日本人でアメリカ大使館勤務。

## 経歴
ハンガリー共和国エゲル市出身。ブダペスト工科大学（Budapest University of Technology and Economics）を経て来日し、東京大学大学院工学系研究科建築学専攻修士課程修了。その後しばらく團紀彦と東京神田神保町でふたりでアーキ・スタジオという事務所を開始。その後パルフィ総合建築計画を開始。マンションや商業ビルの設計監理の他、海外のリゾート開発なども手がける。

## 主な作品
- 国際デンタルクリニック /国際デンタルアカデミー駒沢
- 茅原クリニック（1997年、東京都目黒区）
- 山梨学院大学キャンパスセンター、山梨学院大学附属幼稚園および山梨学院大学附属小学校校舎及び付随する関連施設の設計・監修
- 井上レディースクリニック（1997年、東京都立川市富士見町）
- 平戸ゴルフクラブ・カート庫（1990年、
- 平戸ゴルフクラブ・ゲートサイン（1990年、
- 仙台Sビル（1990年、仙台市内にあるワンブランドの商業施設）

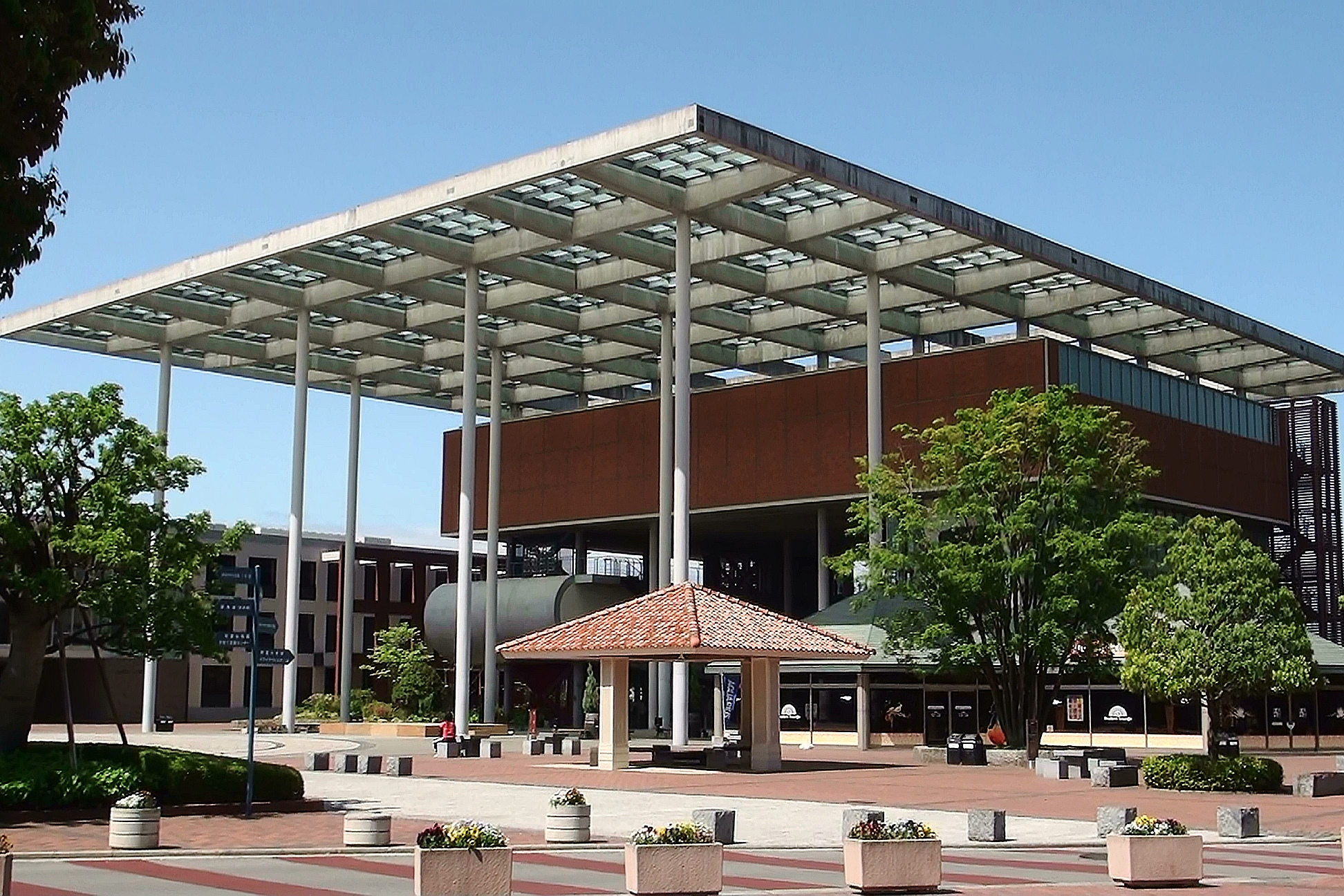
山梨学院大学キャンパスセンター
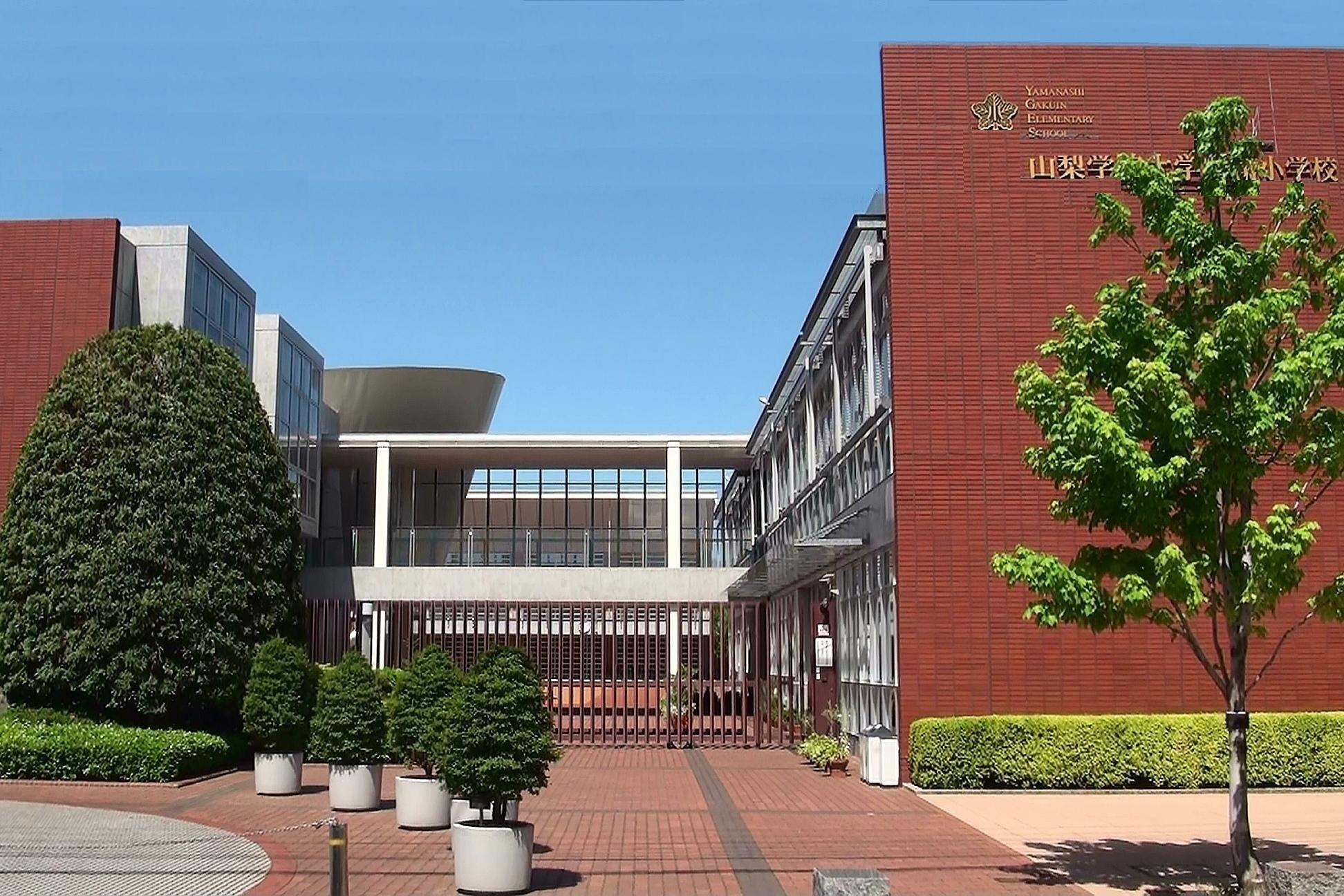
山梨学院大学附属小学校
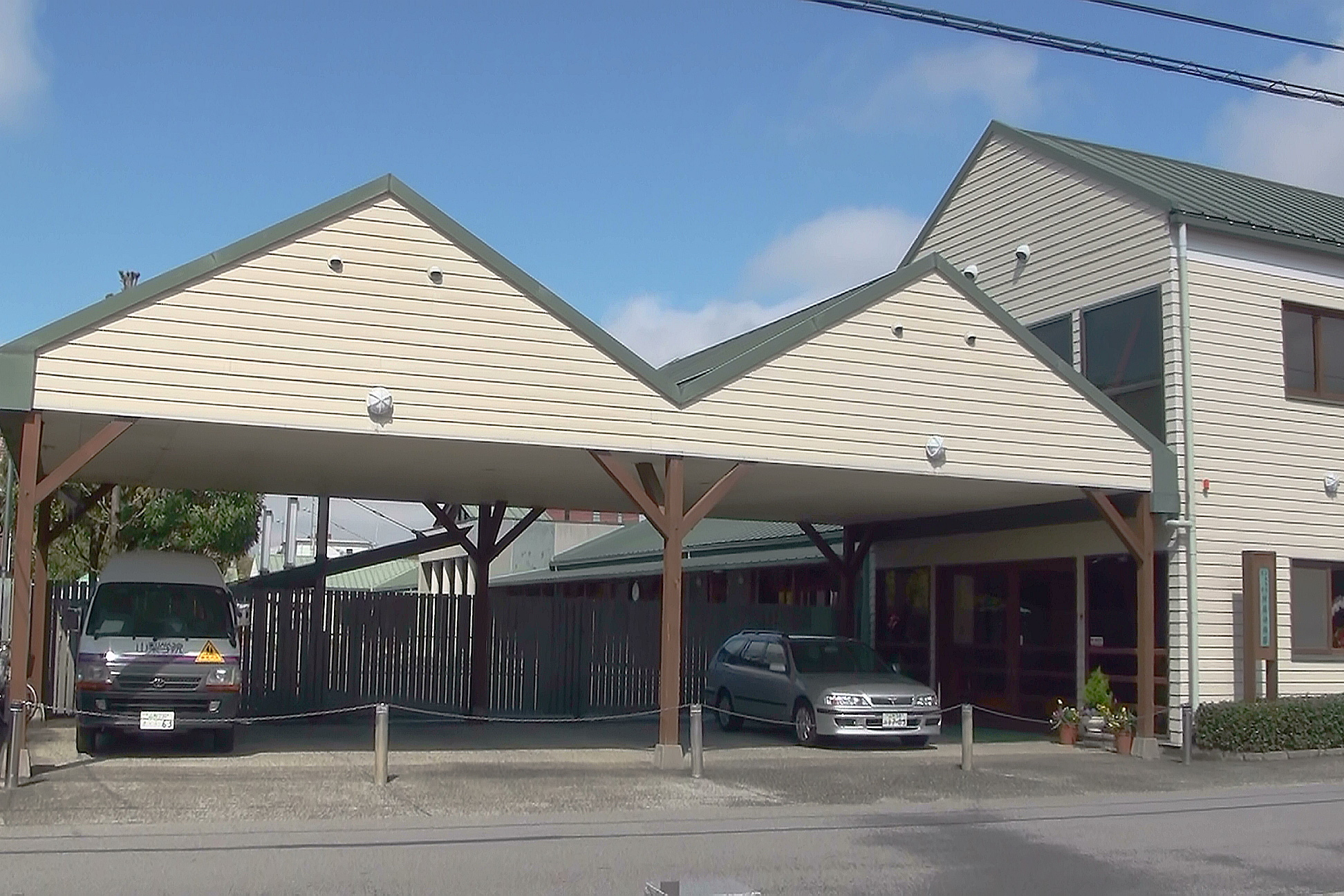
山梨学院大学附属幼稚園

- ある北海道の町について「上川町調査報告書」（1990年2月 about kamikawa town　リゾート地の基礎調査。国土庁）
- 都市と水City&Water 1990年12月
- 大野レディスクリニック（2003年）
- オプティカルブティック（2002年、東京都港区。外苑通りに面した鉄骨造地上3階の店舗ビル。監修：サイトウマコトデザイン室）

## 著書
- ハンガリーの建築タイル紀行―ジョルナイ工房の輝き (INAX booklet)　共著、INAX出版 、2005年、ISBN 978-4872758306
- 住宅における順応化特性の定量的考察A Quantitative Study on Characteristics for Housing Accomodation（寺井 達夫（建設省建築研究所）と共著、「学術講演梗概集. 計画系 58(建築計画)」1983 社団法人日本建築学会

## 参考
- 「建築家」1980年夏35号
- 「SD」 : Space design : スペースデザイン. (267) 鹿島出版会 1986年12月号
- 住宅建築. (93) 建築思潮研究所 建築資料研究社 1982年12月号 ISSN 0389-6358